# 新化郡

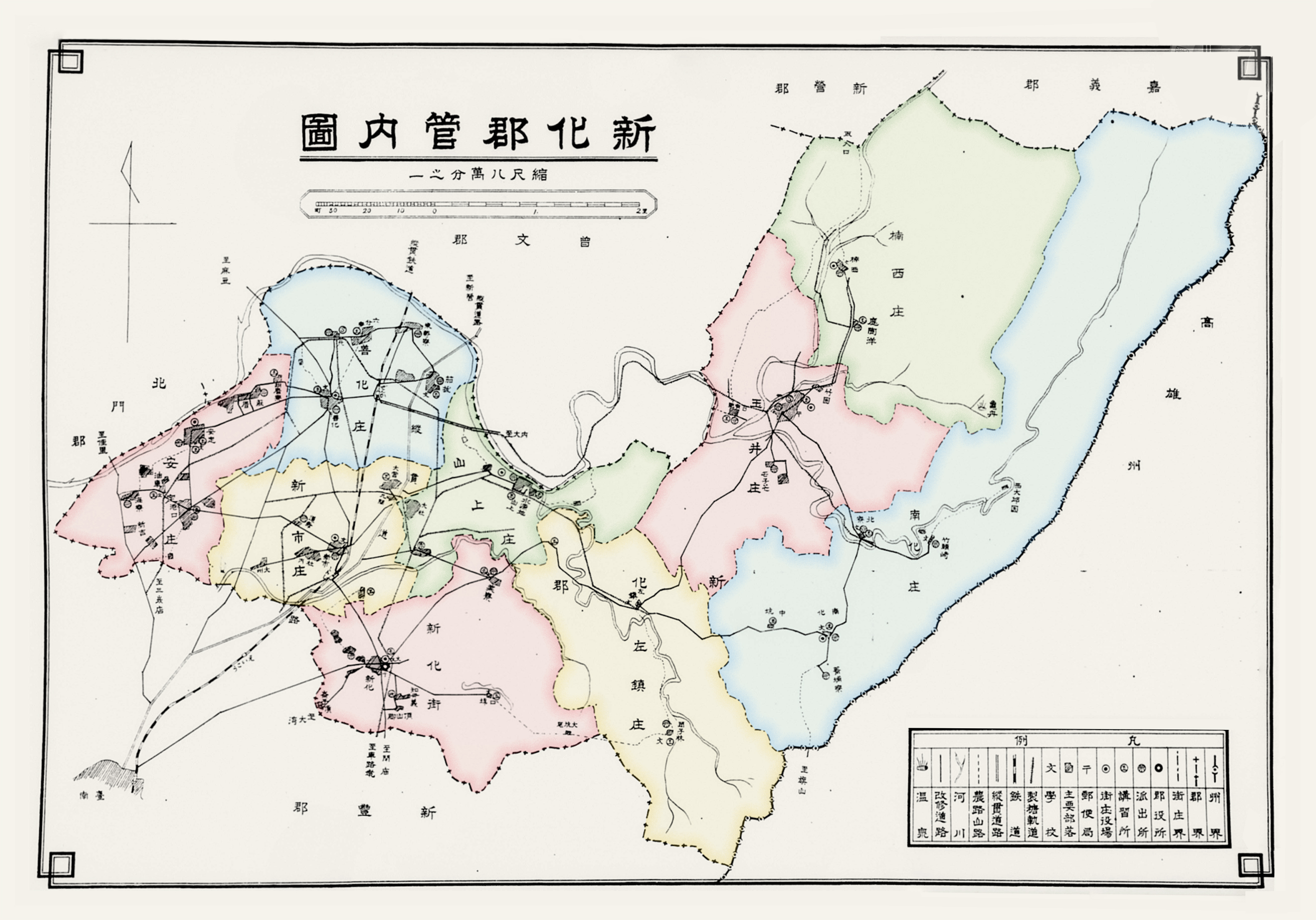
新化郡の地図

新化郡（しんかぐん）は、日本統治時代の台湾に存在した行政区画の一つであり、台南州に属した。

## 概要
1920年（大正9年）台南庁大目降支庁、湾裡支庁、噍吧哖支庁が合併し成立した。
新化街、善化街、新市庄、安定庄、山上庄、玉井庄、楠西庄、南化庄、左鎮庄の2街7庄を管轄し、郡役所は新化街に置かれた。郡域は現在の台南市新化区、善化区、新市区、安定区、山上区、玉井区、楠西区、南化区、左鎮区に当たる。
1945年3月に重慶国民政府が策定した台湾接管計画綱要地方政制により新豊郡と合併し延平県とする案があったが、政制の廃止により計画は消滅した。

## 歴代首長

### 郡守
- 山田政次郎[1]
- 杉山靖憲[2]
- 猪口誠[3]
- 那須重徳[4]
- 平良加[5]
- 古川儀六[6]
- 竹村将城[7]